# Simona Gonella
Simona Gonella (Genova, 1967) è una regista teatrale italiana.

## Biografia
Si diploma in regia nel 1990 presso la Scuola d'arte drammatica Paolo Grassi di Milano, dopodiché lavora come regista per Gabriele Vacis e il Teatro Settimo di Torino. Collabora inoltre con Marco Paolini e con il Piccolo Teatro di Milano.
È stata membro del Circolo dei Registi Europei dell'Unione dei Teatri d'Europa.
Ha firmato regie in Italia e all'estero, dedicandosi in particolare alla nuova drammaturgia (ricordiamo gli spettacoli Tra gli infiniti punti di un segmento di Cesare Lievi, Assedio di Mariano Dammacco, Psicosi delle 4 e 48 di Sarah Kane, Anfibi rossi di  Simona Vinci).
Opera come insegnante teatrale con continuità, svolgendo docenze anche al di fuori dell'Italia. Ha realizzato un progetto con il secondo anno del corso attori della RADA di Londra.
Ha ricoperto la carica di direttore artistico tra il 2007 e il 2011 presso il Cerchio di Gesso/Oda Teatro di Foggia.
Lungo il suo percorso di formazione incontrerà molti maestri, tra i quali citiamo soprattutto Gabriele Vacis, Yoshi Oida, Danio Manfredini, Jerzy Grotowski ed Eimuntas Nekrošius.